# إرنست أيشنر
إرنست أيشنر (بالألمانية: Ernst Eichner)‏ هو ملحن ألماني، ولد في 15 فبراير 1740 في باد آرولزن في ألمانيا، وتوفي في 1777 في بوتسدام في ألمانيا.

## وصلات خارجية
- إرنست أيشنر على موقع ميوزك برينز (الإنجليزية)
- إرنست أيشنر على موقع ديسكوغز (الإنجليزية)